# Haut Cantal - Puy Mary
Le Haut Cantal - Puy Mary est un domaine nordique se situant dans le Cantal, au pied du puy Mary.

## Domaine
Le site dispose de plus de 60 kilomètres de pistes balisées qui évoluent entre 1 200 et 1 450 mètres d'altitude entre forêts et estives.
Les pistes sont situées sur les communes du Claux et du Falgoux. Elles sont prévues pour le pas alternatif et le skating.
L'entrée du domaine se fait par le col de Serre et par Lascourt.